# Inferno (novel·la)
Inferno és una novel·la de misteri del reconegut autor nord-americà Dan Brown, que forma part de la sèrie de novel·les de Robert Langdon, seguint a Àngels i Dimonis, El Codi da Vinci i el Simbol perdut. El llibre va ser publicat el 14 de maig de 2013, i durant 11 setmanes va estar a la New York Times Best Seller list for hardcover fiction i Combined Print & E-book fiction, així com a la llista d'E-book fiction durant disset setmanes. Està basat en la simbologia oculta a la Divina comèdia, obra de Dante Alighieri, Langdon viurà una aventura d'intriga i aventures al costat de la doctora Sienna Brooks. El 2016 s'estrenà la pel·lícula Inferno basada en aquesta novel·la.

## Resum
El professor Langdon es desperta en un hospital de Florència sense reconèixer on és ni recorda res, i tampoc pot recordar l'origen del macabre objecte que es troba entre les seves pertinences. Al mateix hospital coneix la doctora Sienna, qui l'ajudarà a escapar d'allà. Dins la consciència de Langdon es troba la clau del que volen aconseguir els seus perseguidors, tanmateix, ell no pot recordar res del que li ha passat darrerament, a poc a poc anirà veient la llum en el decurs de la història. Els codis secrets de la mà de Dante l'ajudaran a treure'n l'entrellat per salvar el món.

## Personatges
- Robert Langdon: Profesor d'iconologia i simbologia religiosa de la Universitat Harvard i protagonista de la novel·la.
- Dra. Sienna Brooks: Doctora d'un hospital de Florència, que té cura de Robert Langdon mentre està ingressat a l'hospital.
- Dra.Elizabeth Sinskey: Directora de l'Organització Mundial de la Salut que recluta a Langdon per trobar el virus de Zobrist.
- Bertrand Zobrist: Un científic, obsessionat amb l'Infern de Dante Alighieri. Uns el consideren un geni, altres un boig.
- Prebost: Director de El Consorci
- Vayentha: Agent secreta que treballa per a El Consorci, la seva missió és eliminar Langdon.
- Christoph Brüder: Mandatari de la unitat de Suport per la Vigilància i la Intervenció.
- Ignazio Busoni: Director de la Basílica Santa Maria del Fiore (Il Duomo) de Florència. Conegut com Il Duomino
- Jonathan Ferris: Agent que treballa per a El Consorci.
- Ettore Vio: Restaurador de la Basílica de Sant Marc de Venècia.
- Mirsat: Guia del museu Santa Sofia a Istanbul.